# Gran Premio del Belgio 1978
Il Gran Premio del Belgio 1978 è stata la sesta prova della stagione 1978 del Campionato mondiale di Formula 1. Si è corsa domenica 21 maggio 1978 sul Circuito di Zolder. La gara è stata vinta dallo statunitense Mario Andretti su Lotus-Ford Cosworth; per il vincitore si trattò dell'ottavo successo nel mondiale. Ha preceduto sul traguardo lo svedese Ronnie Peterson su Lotus-Ford Cosworth e l'argentino Carlos Reutemann su Ferrari.

## Vigilia

### Aspetti tecnici
La Lotus portò all'esordio anche in gara il modello 79, la prima vettura che cercava di sfruttare pienamente l'effetto suolo. La vettura venne affidata al solo Mario Andretti ed era stata già testata in gara nel BRDC Int. Trophy di marzo. Nève iscrisse una March 781S: la March aveva abbandonato in via ufficiale la F1, ma questa vettura veniva utilizzata nel Campionato britannico di F1 di quell'anno. La Wolf presentò un modello interamente nuovo, la WR5, ispirato alla Lotus 78.
Sulla pista venne steso un nuovo asfalto al fine di migliorare l'aderenza delle vetture.
In merito alla polemiche sulla politica seguita dalla Goodyear nell'allocazione degli pneumatici, la casa statunitense si giustificò affermando che il passaggio della Ferrari alla Michelin aveva elevato il livello tecnico delle coperture, tanto che la casa avrebbe voluto limitare la fornitura a soli tre o quattro team. Per evitare però che un gran numero di costruttori si trovassero senza pneumatici la Goodyear aveva proseguito comunque a fornire tutti, ma aveva deciso anche di concentrarsi maggiormente su dieci piloti (Mario Andretti, Patrick Depailler, Emerson Fittipaldi, James Hunt, Niki Lauda, Ronnie Peterson, Jody Scheckter e John Watson), fornendo loro tutte le mescole possibili. La casa si impegnava inoltre a fornire tutte le mescole ai due piloti, che in ciascun gran premio, avessero fatto segnare i tempi migliori nella prima giornata di prove.

### Aspetti sportivi
Alla ATS Jean-Pierre Jarier (che preferì concentrarsi sulla Formula 2) venne sostituito dal pilota italiano all'esordio, Alberto Colombo, vincitore del campionato italiano di F3 1974 e ottavo nel Campionato europeo di Formula 2 1977. Si rivide anche un altro pilota italiano, Bruno Giacomelli, nuovamente sulla terza McLaren, dopo l'esperienza al Gran Premio d'Italia 1977. Non partecipò alla gara invece Patrick Tambay, sempre della McLaren: il francese si era infortunato in una gara di F2.
Assieme al successivo, questo è stato il Gran Premio di Formula 1 con piloti già vincitori di Gran Premi al via: ben 15, per la precisione Andretti, Reutemann, Lauda, Scheckter, Hunt, Peterson, Watson, Jones, Brambilla, Depailler, Laffite, Fittipaldi, Mass, Regazzoni e Ickx.
Era stato annunciato anche l'esordio per il team tedesco Kauhsen, che avrebbe dovuto utilizzare una vettura prodotta dalla Kojima; il costruttore nipponico aveva già partecipato a due edizioni del Gran Premio del Giappone, mentre la scuderia germanica aveva una certa esperienza nelle vetture sport e nella Formula 2. La vettura sarebbe stata affidata al pilota italiano Gianfranco Brancatelli. La vettura poi non si presentò per una diatriba fra la scuderia tedesca e lo sponsor Toshiba.
I test della settimana precedente il gran premio furono caratterizzati dalla pioggia. Il miglior crono venne fatto segnare da Jean-Pierre Jabouille della Renault, in 1'38"7.
Visto l'alto numero di iscritti furono necessarie delle prequalifiche.

## Prequalifiche

### Resoconto
Le prequalifiche si tennero l'11 maggio, e vi parteciparono sette piloti. Venne prevista una sessione libera per permettere ai piloti di mettere a punto le monoposto e una cronometrata. Al posto dell'infortunato Patrick Tambay venne ripescato Brett Lunger.

### Risultati
Nella sessione di prequalifica si è avuta questa situazione:
| Pos | Nº | Pilota           | Costruttore            | Tempo   | Status |
| --- | -- | ---------------- | ---------------------- | ------- | ------ |
| 1   | 36 | Rolf Stommelen   | Arrows-Ford Cosworth   | 1'23"76 | PQ     |
| 2   | 32 | Keke Rosberg     | Theodore-Ford Cosworth | 1'24"46 | PQ     |
| 3   | 31 | René Arnoux      | Martini-Ford Cosworth  | 1'24"58 | PQ     |
| 4   | 33 | Bruno Giacomelli | McLaren-Ford Cosworth  | 1'24"65 | PQ     |
| NPQ | 30 | Brett Lunger     | McLaren-Ford Cosworth  | 1'24"91 | PQ     |
| NPQ | 25 | Héctor Rebaque   | Lotus-Ford Cosworth    | 1'25"10 | NPQ    |
| NPQ | 37 | Arturo Merzario  | Merzario-Ford Cosworth | 1'26"69 | NPQ    |

## Qualifiche

### Resoconto
Gli organizzatori volevano inserire, per le qualifiche, altri due piloti belgi (oltre a Ickx), che però non avevano effettuato le prequalifiche: Bernard de Dryver (con la seconda Ensign) e Patrick Nève, che però poi non parteciparono alle prove. Nève si era iscritto addirittura come pilota privato, l'ultimo nella storia del mondiale.
Nella prima giornata di prove Mario Andretti colse il tempo migliore in 1'21"48, precedendo di ben otto decimi Jody Scheckter e di nove Carlos Reutemann. La nuova Lotus 79 fece subito grande impressione sugli avversari, abbattendo il tempo ottenuto l'anno precedente in prova, dallo stesso Andretti, di 1'24"64.
Venne anche ipotizzato che Andretti fosse stato favorito da una fornitura di pneumatici da "qualifica" da parte della Goodyear. Al termine delle prove Andretti avrebbe dovuto volare negli Stati Uniti d'America per prendere parte alle prove della 500 Miglia di Indianapolis, programmata per il 28 maggio. La Gould, azienda specializzata nella produzione di apparecchiature elettroniche, aveva noleggiato un Concorde che avrebbe dovuto portare l'italoamericano da Bruxelles a Detroit, da dove, con un altro aereo, sarebbe stato trasferito a Indianapolis. Successivamente, l'assenza di un volo per il ritorno, fece decadere il progetto.
Al sabato Andretti migliorò ancora, fino a chiudere con 1'20"90, davanti a Reutemann, Niki Lauda e Gilles Villeneuve. Questi ultimi tre chiusero in uno spazio di soli otto centesimi tra di loro. Carlos Reutemann fu vittima di una collisione con Derek Daly: l'incidente fu provocato dalle bandiere gialle esposte per segnalare l'uscita di pista di Jochen Mass, intento a evitare la vettura di Bruno Giacomelli. Il pilota bresciano era in dubbio per la gara: oltre al dolore al polso rimediato in una gara di F2, si era fatto male anche alla caviglia, uscendo dalla sua monoposto, al termine della prima giornata di prove.

### Risultati
Nella sessione di qualifica si è avuta questa situazione:
| Pos                     | Nº | Pilota                | Costruttore              | Tempo   | Griglia |
| ----------------------- | -- | --------------------- | ------------------------ | ------- | ------- |
| 1                       | 5  | Mario Andretti        | Lotus-Ford Cosworth      | 1'20"90 | 1       |
| 2                       | 11 | Carlos Reutemann      | Ferrari                  | 1'21"69 | 2       |
| 3                       | 1  | Niki Lauda            | Brabham-Alfa Romeo       | 1'21"70 | 3       |
| 4                       | 12 | Gilles Villeneuve     | Ferrari                  | 1'21"77 | 4       |
| 5                       | 20 | Jody Scheckter        | Wolf-Ford Cosworth       | 1'22"12 | 5       |
| 6                       | 7  | James Hunt            | McLaren-Ford Cosworth    | 1'22"50 | 6       |
| 7                       | 6  | Ronnie Peterson       | Lotus-Ford Cosworth      | 1'22"62 | 7       |
| 8                       | 35 | Riccardo Patrese      | Arrows-Ford Cosworth     | 1'23"25 | 8       |
| 9                       | 2  | John Watson           | Brabham-Alfa Romeo       | 1'23"26 | 9       |
| 10                      | 15 | Jean-Pierre Jabouille | Renault                  | 1'23"58 | 10      |
| 11                      | 27 | Alan Jones            | Williams-Ford Cosworth   | 1'23"71 | 11      |
| 12                      | 19 | Vittorio Brambilla    | Surtees-Ford Cosworth    | 1'23"78 | 12      |
| 13                      | 4  | Patrick Depailler     | Tyrrell-Ford Cosworth    | 1'23"82 | 13      |
| 14                      | 26 | Jacques Laffite       | Ligier-Matra             | 1'23"90 | 14      |
| 15                      | 14 | Emerson Fittipaldi    | Fittipaldi-Ford Cosworth | 1'24"11 | 15      |
| 16                      | 9  | Jochen Mass           | ATS-Ford Cosworth        | 1'24"14 | 16      |
| 17                      | 36 | Rolf Stommelen        | Arrows-Ford Cosworth     | 1'24"14 | 17      |
| 18                      | 17 | Clay Regazzoni        | Shadow-Ford Cosworth     | 1'24"18 | 18      |
| 19                      | 31 | René Arnoux           | Martini-Ford Cosworth    | 1'24"28 | 19      |
| 20                      | 16 | Hans-Joachim Stuck    | Shadow-Ford Cosworth     | 1'24"47 | 20      |
| 21                      | 33 | Bruno Giacomelli      | McLaren-Ford Cosworth    | 1'24"81 | 21      |
| 22                      | 22 | Jacky Ickx            | Ensign-Ford Cosworth     | 1'24"82 | 22      |
| 23                      | 3  | Didier Pironi         | Tyrrell-Ford Cosworth    | 1'24"85 | 23      |
| 24                      | 30 | Brett Lunger          | McLaren-Ford Cosworth    | 1'24"99 | 24      |
| Vetture non qualificate |    |                       |                          |         |         |
| NQ                      | 18 | Rupert Keegan         | Surtees-Ford Cosworth    | 1'25"40 | NQ      |
| NQ                      | 24 | Derek Daly            | Hesketh-Ford Cosworth    | 1'25"69 | NQ      |
| NQ                      | 32 | Keke Rosberg          | Theodore-Ford Cosworth   | 1'25"87 | NQ      |
| NQ                      | 10 | Alberto Colombo       | ATS-Ford Cosworth        | 1'26"01 | NQ      |

## Gara

### Resoconto
Al via vi furono diversi incidenti, provocati da una partenza lenta di Carlos Reutemann, che al termine della gara si giustificherà adducendo un problema al cambio. Niki Lauda tamponò Jody Scheckter, finendo così contro le barriere mentre Riccardo Patrese, nel tentativo di passare James Hunt, toccò la vettura del britannico. La McLaren attraversò la pista e andò a sbattere contro il guard-rail. Anche Jacky Ickx tamponò Emerson Fittipaldi mentre Didier Pironi colpì a sua volta le ruote posteriori della vettura di Patrick Depailler, alzandosi dal suolo. Fittipaldi, Hunt e Lauda furono costretti al ritiro immediato.
Mario Andretti si trovò così a condurre la gara, seguito da Gilles Villeneuve, Scheckter, Ronnie Peterson, Patrese, John Watson e Jean-Pierre Jabouille. Reutemann, attardato, recuperò nei primi sei giri la sesta piazza passando Jean-Pierre Jabouille e Watson.
Dei problemi tecnici costrinsero ai box Scheckter per diversi minuti, ciò fece scalare di una posizione tutti i corridori. Al giro 11 anche Watson fu costretto a una sosta non programmata, per sostituire gli pneumatici. La classifica vedeva sempre primo Andretti, che comandava su Villenueve, Peterson, Patrese, Reutemann e Mass. Al giro 13 Vittorio Brambilla scalzò Mass dal sesto posto. Mass, nei giri seguenti, perse diverse posizioni, e sprofondò a centro classifica.
Al giro 25 Depailler passò Vittorio Brambilla, che venne sorpassato, il giro seguente, anche da Jacques Laffite. Il rallentamento della Surtees creò un piccolo gruppo di vetture che, al giro 27, passò il monzese. Al trentunesimo giro Riccardo Patrese fu costretto al ritiro per un problema alle sospensioni. Due giri dopo Laffite conquistò la quinta piazza, passando Patrick Depailler, mentre sul francese della Tyrrell si avvicinava anche Clay Regazzoni. Il sorpasso avvenne al giro 38.
Alla quarantesima tornata Gilles Villeneuve, in quel momento secondo, fu costretto a rientrare ai box con una gomma anteriore dechappata e l'ala anteriore rotta. Dopo la sosta il canadese ripartì sesto. Poco dopo Regazzoni abbandonò per un problema al differenziale. La classifica vedeva sempre al comando Andretti, seguito da Ronnie Peterson, Carlos Reutemann, Jacques Laffite, Patrick Depailler e Gilles Villeneuve.
Quattro giri dopo Villeneuve superò Depailler, che poco dopo, al giro 51, si ritirò per un guaio al cambio. Al cinquantatreesimo giro Bruno Giacomelli passò Didier Pironi ed entrò in zona punti, ma, solo due giri dopo, fu autore di un testacoda che lo fece scendere in decima posizione. Nello stesso giro Ronnie Peterson fu costretto a una sosta per sostituire una gomma forata. Lo svedese rientrò in pista quando sembrava che non fosse stato dato il via libera. La Scuderia Ferrari che chiese così la squalifica ma la direzione di corsa specificò che il segnali era rivolto, in maniera comunque erronea, a Laffite. Lo svedese rientrò in pista quarto, dietro allo stesso Laffite.
Peterson, a forza di giri veloci, passò prima Laffite poi Reutemann tornando così secondo al sessantasettesimo giro. All'ultimo giro Laffite tentò di saltare Reutemann alla chicane più lontana, però le due vetture si toccarono: la Ligier dovette ritirarsi.
Vinse così, al debutto, la Lotus 79 di Mario Andretti davanti a Peterson (che disponeva ancora del modello 78) e a Carlos Reutemann. Seguirono Gilles Villeneuve, a punti per la prima volta, Laffite classificato a un giro, e Didier Pironi. La Lotus conquistò la prima doppietta dal Gran Premio d'Italia 1973.

### Risultati
I risultati del gran premio furono i seguenti:
| Pos | No | Pilota                | Costruttore              | Giri | Tempo/Ritiro              | Pos. Griglia | Punti |
| --- | -- | --------------------- | ------------------------ | ---- | ------------------------- | ------------ | ----- |
| 1   | 5  | Mario Andretti        | Lotus-Ford Cosworth      | 70   | 1h39'52"02                | 1            | 9     |
| 2   | 6  | Ronnie Peterson       | Lotus-Ford Cosworth      | 70   | + 9"90                    | 7            | 6     |
| 3   | 11 | Carlos Reutemann      | Ferrari                  | 70   | + 24"34                   | 2            | 4     |
| 4   | 12 | Gilles Villeneuve     | Ferrari                  | 70   | + 47"04                   | 4            | 3     |
| 5   | 26 | Jacques Laffite       | Ligier-Matra             | 69   | Collisione con C.Reutmann | 14           | 2     |
| 6   | 3  | Didier Pironi         | Tyrrell-Ford Cosworth    | 69   | + 1 giro                  | 23           | 1     |
| 7   | 30 | Brett Lunger          | McLaren-Ford Cosworth    | 69   | +1 giro                   | 24           |       |
| 8   | 33 | Bruno Giacomelli      | McLaren-Ford Cosworth    | 69   | +1 giro                   | 21           |       |
| 9   | 31 | René Arnoux           | Martini-Ford Cosworth    | 68   | +2 giri                   | 19           |       |
| 10  | 27 | Alan Jones            | Williams-Ford Cosworth   | 68   | +2 giri                   | 11           |       |
| 11  | 9  | Jochen Mass           | ATS-Ford Cosworth        | 68   | +2 giri                   | 16           |       |
| 12  | 22 | Jacky Ickx            | Ensign-Ford Cosworth     | 64   | +6 giri                   | 22           |       |
| 13  | 19 | Vittorio Brambilla    | Surtees-Ford Cosworth    | 63   | Motore                    | 12           |       |
| Rit | 16 | Hans-Joachim Stuck    | Shadow-Ford Cosworth     | 56   | Testacoda                 | 10           |       |
| NC  | 15 | Jean-Pierre Jabouille | Renault                  | 56   | + 14 giri                 | 20           |       |
| Rit | 20 | Jody Scheckter        | Wolf-Ford Cosworth       | 53   | Testacoda                 | 5            |       |
| Rit | 4  | Patrick Depailler     | Tyrrell-Ford Cosworth    | 51   | Cambio                    | 13           |       |
| Rit | 17 | Clay Regazzoni        | Shadow-Ford Cosworth     | 40   | Trasmissione              | 18           |       |
| Rit | 35 | Riccardo Patrese      | Arrows-Ford Cosworth     | 31   | Sospensione               | 8            |       |
| Rit | 36 | Rolf Stommelen        | Arrows-Ford Cosworth     | 26   | Testacoda                 | 17           |       |
| Rit | 2  | John Watson           | Brabham-Alfa Romeo       | 18   | Incidente                 | 9            |       |
| Rit | 1  | Niki Lauda            | Brabham-Alfa Romeo       | 0    | Incidente alla partenza   | 3            |       |
| Rit | 7  | James Hunt            | McLaren-Ford Cosworth    | 0    | Incidente alla partenza   | 6            |       |
| Rit | 14 | Emerson Fittipaldi    | Fittipaldi-Ford Cosworth | 0    | Incidente alla partenza   | 15           |       |
| NQ  | 18 | Rupert Keegan         | Surtees-Ford Cosworth    |      |                           |              |       |
| NQ  | 24 | Derek Daly            | Hesketh-Ford Cosworth    |      |                           |              |       |
| NQ  | 32 | Keke Rosberg          | Theodore-Ford Cosworth   |      |                           |              |       |
| NQ  | 10 | Alberto Colombo       | ATS-Ford Cosworth        |      |                           |              |       |
| NPQ | 25 | Héctor Rebaque        | Lotus-Ford Cosworth      |      |                           |              |       |
| NPQ | 37 | Arturo Merzario       | Merzario-Ford Cosworth   |      |                           |              |       |
| NPR | 23 | Bernard de Dryver     | Ensign-Ford Cosworth     |      |                           |              |       |
| NPR | 29 | Patrick Nève          | March-Ford Cosworth      |      |                           |              |       |
| WD  | 8  | Patrick Tambay        | McLaren-Ford Cosworth    |      | Infortunato               |              |       |

## Classifiche

### Piloti
| Pos. | Pilota             | Punti |
| ---- | ------------------ | ----- |
| 1    | Mario Andretti     | 27    |
| 2    | Patrick Depailler  | 23    |
| 3    | Carlos Reutemann   | 22    |
| 4    | Ronnie Peterson    | 20    |
| 5    | Niki Lauda         | 16    |
| 6    | John Watson        | 7     |
| 7    | Emerson Fittipaldi | 6     |
| 8    | Jacques Laffite    | 6     |
| 9    | Didier Pironi      | 5     |
| 10   | Jody Scheckter     | 4     |
| 11   | Alan Jones         | 3     |
| =    | Gilles Villeneuve  | 3     |
| =    | James Hunt         | 3     |
| 14   | Clay Regazzoni     | 2     |
| 15   | Riccardo Patrese   | 2     |
| 16   | Patrick Tambay     | 1     |

### Costruttori
| Pos. | Team                     | Punti |
| ---- | ------------------------ | ----- |
| 1    | Lotus-Ford Cosworth      | 36    |
| 2    | Tyrrell-Ford Cosworth    | 25    |
| 3    | Ferrari                  | 22    |
| 4    | Brabham-Alfa Romeo       | 20    |
| 5    | Fittipaldi-Ford Cosworth | 6     |
| 6    | Ligier-Matra             | 6     |
| 7    | Wolf-Ford Cosworth       | 4     |
| 8    | McLaren-Ford Cosworth    | 3     |
| =    | Williams-Ford Cosworth   | 3     |
| 10   | Shadow-Ford Cosworth     | 2     |
| 11   | Arrows-Ford Cosworth     | 2     |